# 協會
协会是一个汉语名词，指为达到某种目标自愿组成的团体或组织。

## 汉字文化圈
中文「協會」一詞蘊涵英文 association 與 cooperative 之義。
在日文與韓文中，分別用 ／ kyōkai 和 ／ 表示。

## 与工会的区别
協会和工会组织的概念不同。“协会”常指包括职业、雇主、行业、学术和科学等方面为达成某种目标而成立的组织。“工会”多指被雇用者为确保自身权益（特别是经济利益）而成立的组织，多集中于雇佣者和被雇佣者的关系。

## 另見
- 行業協會
- 工會
- 商會
- 工商組織